# جون بي. ويبر
جون بي. ويبر (بالإنجليزية: John B. Weber)‏ هو سياسي أمريكي، ولد في 21 سبتمبر 1842 في بوفالو في الولايات المتحدة، وتوفي في 18 ديسمبر 1926 في لاكاوانا في الولايات المتحدة. حزبياً، نشط في الحزب الجمهوري. وقد انتخب عضو مجلس النواب الأمريكي.